# Cal·lícrates (historiador)
Cal·lícrates (Callicrates, Καλλικράτης) fou un historiador grec del temps de l'emperador Lluci Domici Aurelià. Va néixer a Tir i va escriure una història del temps d'Aurelià alguns fragments de la qual s'han conservat mercès a Flavi Vopisc, que el descriu com el més entès dels escriptors del seu temps.